# Osterwald
Osterwald là một đô thị thuộc Cộng đồng chung (Samtgemeinde) Neuenhaus ở huyện Grafschaft Bentheim trong bang Niedersachsen. Cộng đồng này bao gồm các trung tâm Osterwald, Alte Piccardie và Hohenkörben (Veldhausen parish).
Các đơn vị giáp ranh: Veldhausen, Neuenhaus, Grasdorf, Georgsdorf, Esche, Hohenkörben và Bimolten.